# 九龍城
座標: 北緯22度19分51秒 東経114度11分32秒 / 北緯22.33083度 東経114.19222度

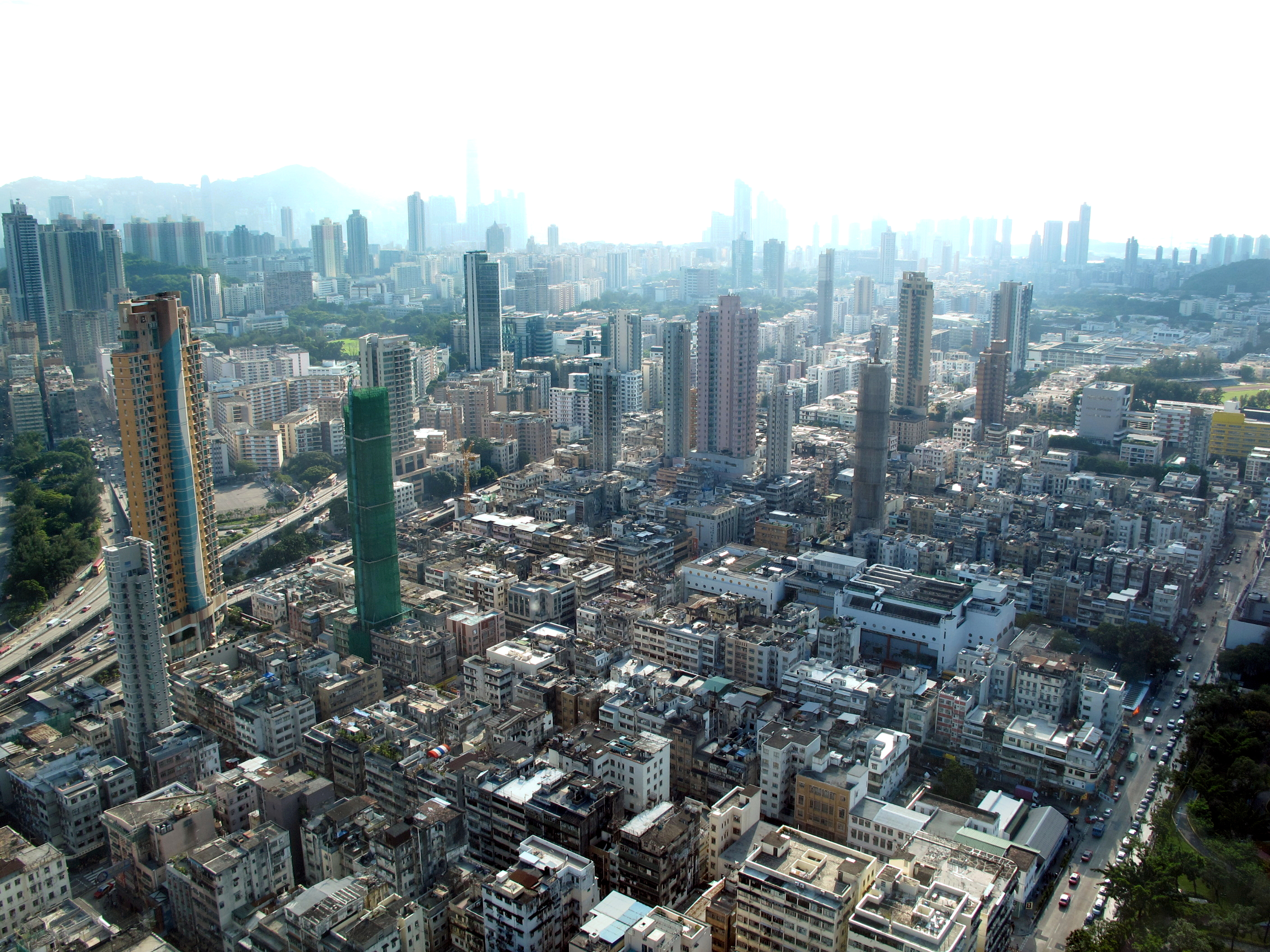
九龍城地区。2010年

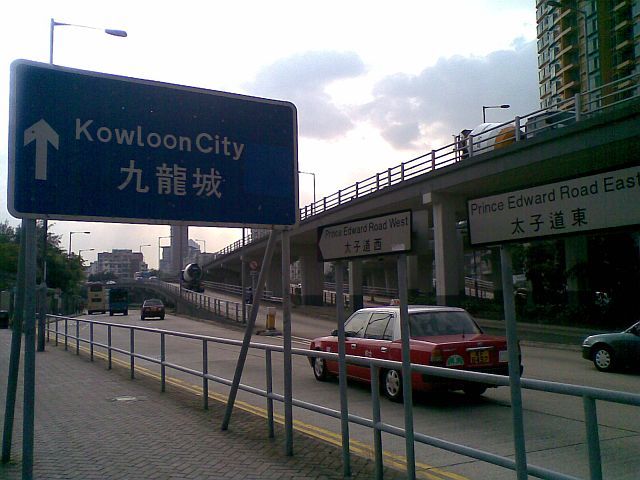
太子道

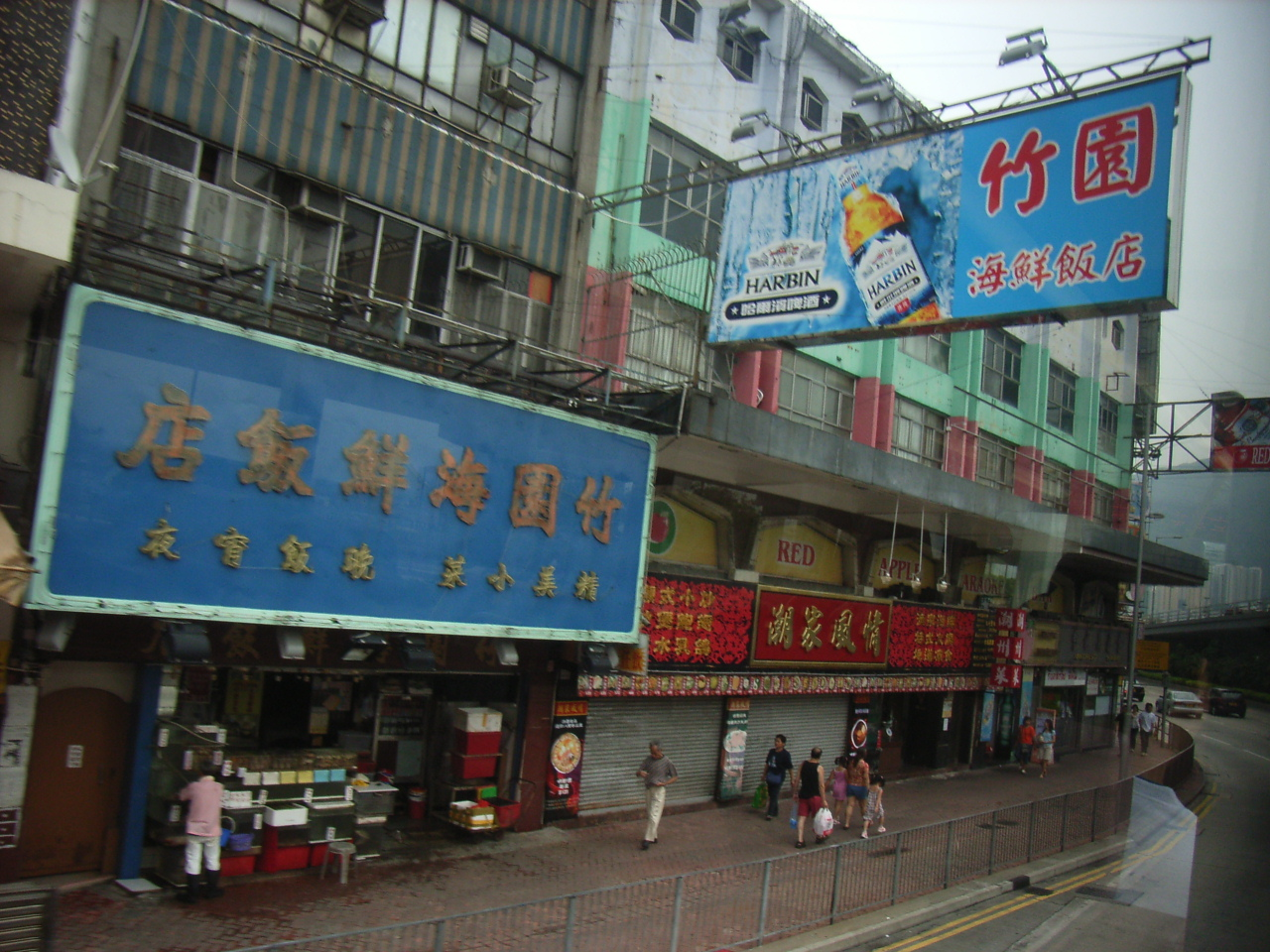
レストラン街

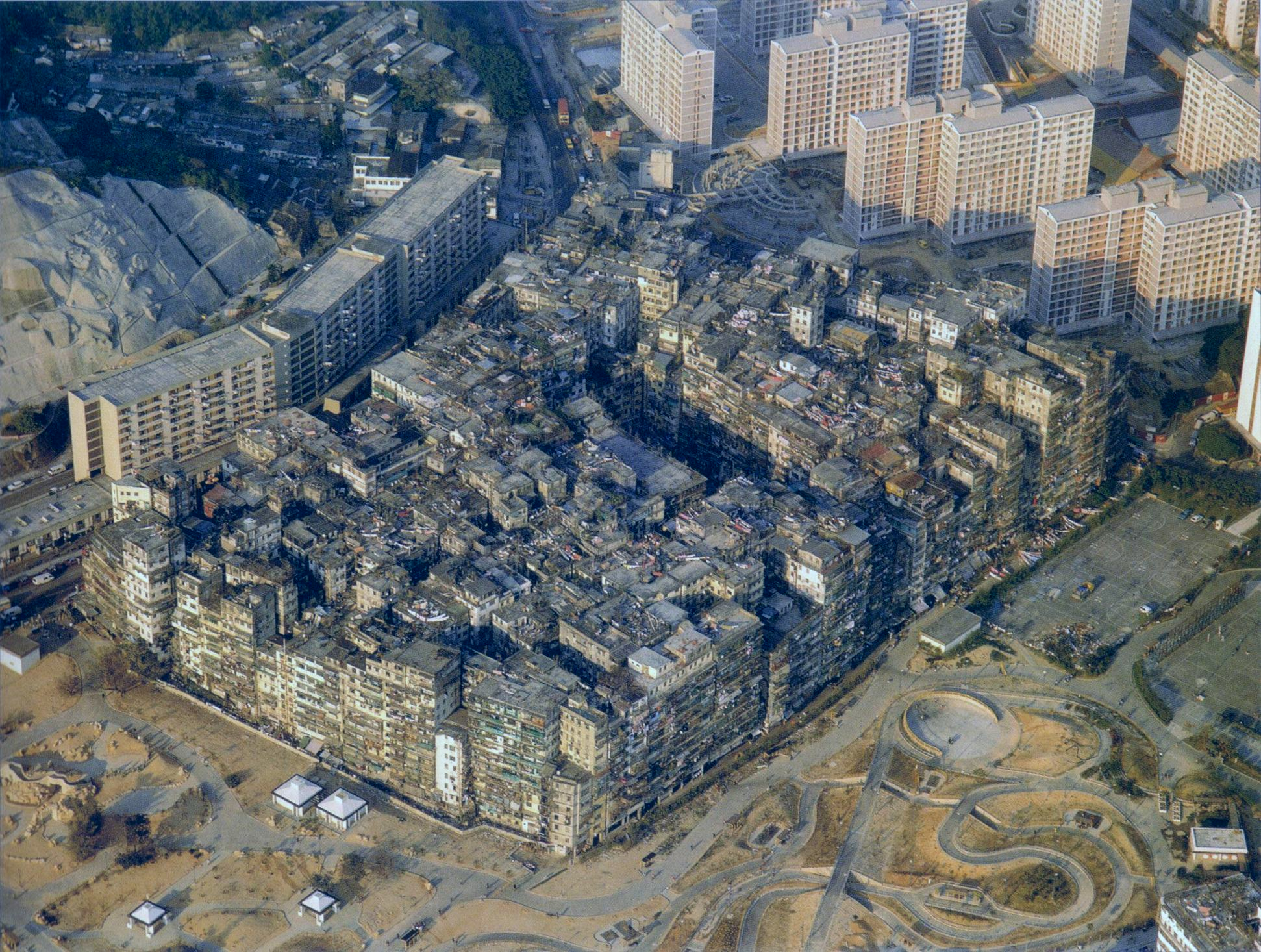
かつて当地にあった九龍城砦。1989年

九龍城（きゅうりゅうじょう、広東語発音: ガウロンセン、英語: Kowloon City）は、香港の新九龍に位置する地域。九龍城区の一部。名称は領域内にある九龍城砦から。
1993年に九龍城砦のスラム（下記関連項目参照）は行政により住民が立ち退けられ廃墟となり、その後解体されて無くなった。日本では九龍城という呼称は、この九龍城砦のことを指していることが多い。

## 舞台となった作品
映画
- 『激突! 殺人拳』（1974年）
- 『ゴルゴ13 九竜の首』（1977年）
- 『トワイライト・ウォリアーズ 決戦! 九龍城砦』（2024年）

ゲーム
- 『シェンムーII』（2001年）